# Simfonia núm. 4 (Langgaard)
La  Simfonia núm. 4 Løvfald (Caiguda de les fulles), BVN 96, va ser escrita per Rued Langgaard el 1916 i revisada el 1920. Té una durada aproximada de 24 minuts. Es va estrenar sota la direcció del mateix compositor l'any 1917 al Palau Odd Fellows de Copenhaguen.

## Moviments
A continuació d'una obertura enèrgica i violenta, es desenvolupen diverses seccions, cadascuna de les quals pot interpretar-se com un estudi de caràcter. Langgaard les va denominar de la següent manera:
- El murmuri del bosc — Raig de sol (obert per tresets a l’oboè i els fagots)
- Tro (dos acords tutti)
- Tardorenc (pizzicato)
- Cansament (solo d’oboè)
- Desesperació (trèmolo de timbales)
- Diumenge al matí — Les campanes (secció de vent)
- Acabat (obert per les cordes suaus), després del qual un breu final posa fi a l'obra.

## Origen i context
El procés de composició va durar quatre mesos, entre el 12 de març i el 25 de juliol de 1916. No se sap per què alguns apunten que la va escriure en només cinc dies.

## Recepció
El 1920, l'obra es va retallar en 360 compassos, aproximadament un terç. Amb aquest nou format es va interpretar a Heidelberg, Darmstadt, Karlsruhe i altres ciutats d'Alemanya. Després de l’actuació a Heidelberg el 1921, un crític alemany va escriure: «Les seves idees destaquen amb una meravellosa precisió, lligades per l’art de la instrumentació, superior a altres nous talents». Més endavant, l'obra va ser interpretada en diverses ocasions a Dinamarca (1939, 1940, 1950) i es va incloure en un concert commemoratiu per Langgaard el 1952. A més, va ser la primera simfonia del compositor en ser enregistrada, realitzada per l'Orquestra Simfònica de la Ràdio Nacional Danesa sota la batuta de John Frandsen, el 1974.

## Música
Langgaard va assolir un notable domini orquestral amb la seva Quarta Simfonia. Aquesta obra posa de manifest la seva habilitat i originalitat com a compositor. La forma en un sol moviment esdevé l’estructura ideal per reflectir la fusió única que Langgaard fa entre el romanticisme naturalista i una espiritualitat profundament personal.
El títol de Caiguda de les fulles no només evoca la tardor, sinó que també té connotacions religioses, representant el final del món en la seva visió apocalíptica. Aquest simbolisme religiós es fa evident en un moment del final de l'obra, on Langgaard crea una pausa i, a poc a poc, afegeix tres capes sonores diferents en el grup de vents en un passatge on la partitura marca "Diumenge al matí (les campanes)", reflectint la seva fascinació pel so de les campanes.